# Swertia haussknechtii
Swertia haussknechtii là một loài thực vật có hoa trong họ Long đởm. Loài này được Gilg ex Pissjauk. miêu tả khoa học đầu tiên.